# 寝るには早いドンといけ!
『寝るには早いドンといけ!』（ねるにははやいドンといけ）は、1970年6月14日から同年7月12日まで日曜21時30分 - 22時26分（JST）につなぎ番組として放送されたバラエティ番組の名称である。全3回。

## 概要
番組の内容は型にはまらない、ごった煮のバラエティ（参考：1970年6月14日「読売新聞」ラ・テ欄）といった番組。
『サンデーデラックスショー』の打ち切りに伴い、次番組『ヨーイ・ドン!!』（第1期）開始までのつなぎ番組として制作された番組である。当番組も『サンデーデラックスショー』同様、ボクシング中継番組『サンデー・ワールド・ボクシング』と平行して放送した。

## 出演者
- 津川雅彦
- てんぷくトリオ
- E・H・エリック
- 平野レミ
- 中村八大

## サブタイトル
1. シラケばちゃこ（6月14日）
2. ドンとコーラス（6月21日）
3. これがテレビだ!（7月13日）